# Robert de Ferrers, 1. Baron Ferrers of Wemme
Robert de Ferrers, 1. Baron Ferrers of Wemme (auch Robert Ferrers oder Baron Ferrers de Wem) (* um 1341; † 1380 oder 1381) war ein englischer Adliger.
Robert de Ferrers entstammte der alten englischen Adelsfamilie Ferrers. Er war ein jüngerer Sohn von Robert de Ferrers, 3. Baron Ferrers of Chartley und dessen zweiten Frau Joan de la Mote. Nach dem Tod seines Vaters 1350 erbte sein älterer Halbbruder John de Ferrers die Besitzungen und den Titel seines Vaters. Robert diente während des Hundertjährigen Krieges als Militär in Frankreich, unter anderem 1373 unter John of Gaunt, 1. Duke of Lancaster. Nach dem Tod seiner Mutter 1375 erbte er deren Besitzungen. Durch Writ of Summons wurde er am 28. Dezember 1375 in das Parlament berufen und dadurch zum Baron Ferrers of Wemme erhoben. Er starb jedoch bereits wenige Jahre später.
Ferrers heiratete um 1370 Elizabeth Boteler († 1411), die einzige Tochter und Erbin von William Boteler, 3. Baron Boteler und dessen Frau Elizabeth de Holand. Sie brachte mehrere Güter in Shropshire mit in die Ehe, darunter Wem, Loppington und Oversley. Seine Gattin hatte Erbanspruch auf den Titel Baron Boteler, of Wem – seine Berufung zum Baron mag insofern auch als aus dem Recht seiner Gattin verstanden werden. Mit ihr hatte er einen Sohn, der sein Erbe wurde:
- Robert de Ferrers, 2. Baron Ferrers of Wemme († 1396)

Nach seinem Tod heiratete seine Witwe in zweiter Ehe vor 1382 Sir John Say, nach dessen Tod vor 1403 Sir John Moliton.